# Szalay-barlang
A Szalay-barlang a Duna–Ipoly Nemzeti Parkban, a Gerecse hegységben lévő Öreg-kőn, Bajóton található egyik olyan barlang, amelyből régészeti leletek kerültek elő. Denevérek is előfordulnak benne. A szabadon látogatható turista úticél közkedvelt kirándulóhelyen nyílik.

## Leírás
Az Öreg-kő meredek és sziklás, sziklafalakkal tagolt K-i oldalában, közel a hegytetőhöz van a szépen boltíves, 3,5 m széles és 1,8 m magas bejárata. A Jankovich-barlang közelében helyezkedik el. A bejáraton át összeoldódott nagy gömbfülkékből álló terembe lehet jutni, amely 5×8 m alapterületű és 5,5 m magas. A terem belső végéből rövid és lapos átbújón átbújva egy másik terem következik. Ez a szintén gömbfülkés-gömbüstös jellegű Ellipszisek-terme 14 m hosszú, 6 m széles és 1,5–3 m magas.
Felső triász vastagpados mészkő K–Ny és ÉK–DNy irányú törésvonalai mentén jött létre, formakincse alapján karsztvízszint alatti termálkarsztos üregtágulással. Kis felületeken cseppkőlefolyások borítják falait. A mennyezetről helyenként hajszálgyökerek lógnak. Az Ellipszisek-terme aránylag nedves, itt csapadékos időben kis tócsa is keletkezhet.
A Gerecse Barlangkutató és Természetvédő Egyesület végzett a Szalay-barlangban denevér-megfigyeléseket, amelyek során 3 denevérfaj; kis patkósdenevér, közönséges denevér és horgasszőrű denevér jelenlétét állapították meg a csoporttagok. Az észlelési adatok és a néha fellelhető friss ürülék alapján a barlang kis faj- és egyedszámú állandó téli és alkalmi nyári denevérszálláshelynek tekinthető.
1986-ban volt először Szalay-barlangnak nevezve a barlang az irodalmában. Előfordul a barlang az irodalmában Baits barlang (Bertalan 1976), Bajóti II. sz. barlang (Láng 1956), Bajóti II.sz. barlang (Leél-Őssy 1954), Bajóti II.sz.barlang (Bertalan 1976), Bajóti-kőfülke (Kordos 1984), Bajóti kőfülke (Leél-Őssy 1954), Bajóti Szalay-barlang (Székely 1994), Bajóti-Szalay-barlang (Bertalan, Schőnviszky 1976), Egyes-barlang (Kordos 1984), Egyes barlang (Bertalan 1976), Kőfejtő-üreg (Székely 1994), Kőfejtő üreg (Bertalan 1976), Öregkő-fülke (Kadić 1952), Öregkő fülke (Székely 1994), Öregkőfülke (Bertalan 1976), Öreg-kői-barlang (Kordos 1984), Öregkői-barlang (Bertalan 1976), Öreg-kői-sziklaüreg (Kordos 1984), Öregkői-sziklaüreg (Székely 1994), Öregkői sziklaüreg (Bertalan 1976), Öregkői-üreg (Székely 1994), Öregkő üreg (Vigh 1937), Szalai-barlang (Horváth, H. Kelemen, Torma 1979), Szalai barlang (Vértes 1965), Szalay Ákos barlang (T. Dobosi 1997), Szalay Ákos-fülke (Kadić 1952), Szalay Ákos fülke (Vigh 1937), Szalay Ákos-kőfülke (Bertalan, Schőnviszky 1976), Szalay Ákos kőfülke (Leél-Őssy 1954), Szalay Á. kőfülke (Láng 1956), Szalay barlang (László 1931) és Szalay-kőfülke (Jakucs, Kessler 1962) neveken is.

## Kutatástörténet

### 1908–1968
Az 1908-ban kiadott, Esztergom vármegyét ismertető könyv szerint Esztergom vármegyében barlanglakók nyomait nem találták meg, mert nincsenek olyan barlangok, melyekben arra utaló nyomok lennének, hogy bennük régen ősemberek laktak. Erre a vidékre már fejlettebb igényekkel jöttek az első letelepedők, akik állatcsontokból, szarvasagancsból készített szerszámaik mellett már kőszerszámokat is használtak. Ezért nem voltak rászorulva arra, hogy barlangokban, vagy földbe vájt üregekben lakjanak, hanem készíthettek sátrakat, valamint kunyhókat. Azokat a barlangokat, vagy földbe vájt üregeket, amelyekből erdőkben, vagy félreeső, nehezen hozzáférhető vidékeken most is sok van és emberi kultúra nyomai vannak bennük, nem lehettek ősemberek lakhelyei. Azok főleg a tatárjárás és törökpusztítás idejéből való búvólyukak voltak, mert nem vezethetők vissza az ősidőkre az azokban talált tárgyak.
Az 1913. évi Barlangkutatásban lévő, Bekey Imre Gábor által írt tanulmányban az van írva, hogy az Öreg-kő K-i sziklás oldalán a Jankovich-barlang mellett van egy teremszerű barlang és két zsomboly. A Jankovich-barlangtól néhány lépésre É-ra és azonos magasságban törmelékkövek között szűk nyílást talált Bekey Imre Gábor. A nyílást a kövek egy részének elhordásával kibővítette úgy, hogy azon be tudott bújni. A bejárat után néhány m-rel az üreg vízszintes talpszintű, 6 m hosszú és embermagasságú teremmé bővült. A bejárat a meredek lejtőről leomlott összes törmelékkő eltávolítása után valószínűleg olyan széles lesz, hogy próbaásatást lehetne benne végezni, mert feltehetően ezen a védett helyen az ősember tartózkodásának nyomai megtalálhatók lesznek.
Az 1931. évi Turistaság és Alpinizmusban lévő, László Endre által készített közleményből megtudható, hogy fővárosi turistakörökben jól ismerik a már nagyrészt feltárt Jankovich-barlangot, de ezenkívül sok barlang vár feltárásra az Öreg-kőn. Legutóbb Meitner Miklósnak, Bajót főjegyzőjének kezdeményezésére a Szalay barlang feltárási munkái kezdődtek el. Még a Jankovich-barlangból előkerült leleteknél is értékesebb leletekre, ősember maradványokra és leginkább régi szerszámokra bukkantak a Szalay barlangban. A leletek a Magyar Nemzeti Múzeum illetékes osztályához lettek eljuttatva. A Magyar Nemzeti Múzeum megbízásából Gaál István személyesen vezeti a munkát és minden jel arra utal, hogy a barlang mélyebb rétegeiből az eddiginél is értékesebb anyag fog előkerülni.

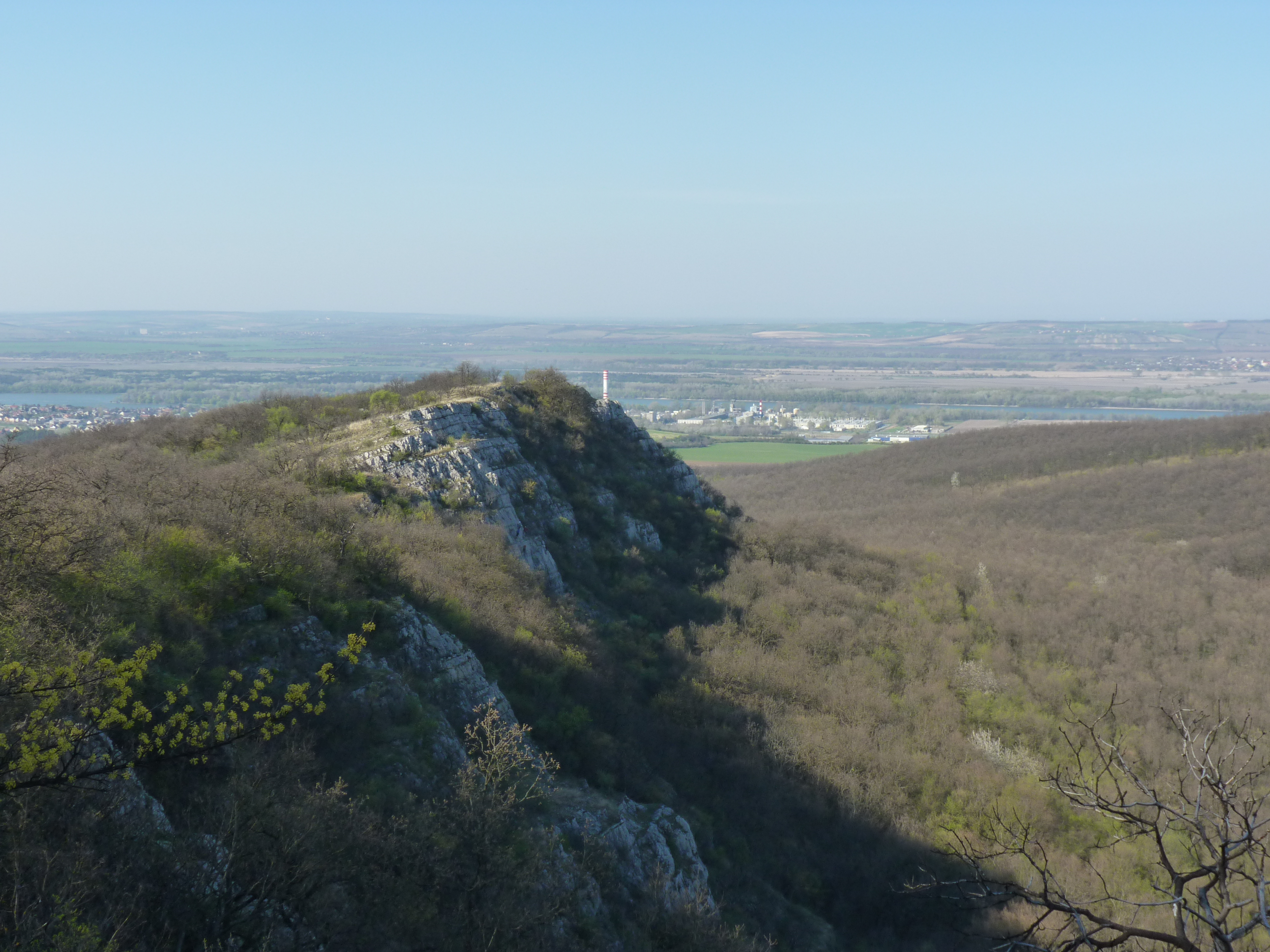
Kilátás az Öreg-kőről, a Szalay-barlang környékéről É felé

Az 1933. évi Földrajzi Közleményekben publikálva lett, hogy a bajóti Öreg-kő rögének ÉNy-i oldalán nagyon szépen kifejlődött barlangrendszer van. A barlang nagy, itt kb. 5 különböző barlangbejárat látható, amelyek közel helyezkednek el egymáshoz. Ezek biztosan egy összefüggő barlangrendszerhez tartoznak, de még nincs megfelelően feltárva. Az 1935. évi Erdészeti Lapokban szó van arról, hogy Gaál István a harmadik bajóti barlangban (Szalay-barlang) Hillebrand Jenő által végzett újabb ásatásokkal kapcsolatban megállapította, hogy az abban talált ősmaradványokból nincs olyan sok és azok nem olyan jelentősek, mint a Jankovich-barlang és a Baits-barlang ásatási eredményei. Amiatt viszont érdekes a barlang, hogy olyan ősvilági emlősök csontjait találták benne, amelyek a másik kettőben nem voltak.
A Turisták Lapja 1937. évi évfolyamában az olvasható, hogy a Szalay Ákos fülke másik neve Öregkő üreg és Vigh Gyula szerint Bekey Imre Gábor említett a Jankovich-barlangtól É-ra néhány lépésre egy szűk bejáratú, 6 m hosszú, vízszintes aljú és embermagasságú üreget, amely valószínűleg azonos a Hillebrand Jenő által Szalay Ákos fülke néven leírt barlanggal.
Az 1940-ben kiadott, Gerecse és Gete hegység kalauza című útikalauzban az olvasható, hogy a Gerecse hegység vázát alkotó dachsteini mészkőben barlangok keletkeztek. A mészkőhegységekben a barlangok keletkezése rendkívül gyakori jelenség, mert a mészkő többnyire nagyon repedezett kőzet. A hasadékokon át a kőzetbe beszivárog a víz és ott oldja a mészkő anyagát, tágítja, nagyobbítja a hasadékot, míg végül barlang jön létre. A Gerecse hegység barlangjai hasonló módon alakultak ki. Az Öreg-kőn a Jankovich-barlangon kívül van a hegy K-i oldalán egy kisebb barlang és két zsomboly is. A Jankovich-barlangtól É-ra helyezkedik el a Szalay Ákos fülke, amely embermagasságú, 6 m-es kis barlang. A Jankovich-barlangot, a Szalay-barlangot és a Baits-barlangot hosszabb-rövidebb folyosók, kürtők kötik össze, ezért egy kis barlangváros részeinek tekinthetők.
Az 1952-ben befejezett, Kadić Ottokár által írt kéziratban az van feljegyezve az Öregkő-fülke nevű barlangról, hogy Bekey Imre Gábor a Jankovich-barlangtól É-ra néhány lépésre 6 m hosszú, vízszintesen haladó és ember nagyságú üregről írt, amely valószínűleg azonos a Hillebrand Jenő által Szalay Ákos-fülke néven leírt üreggel. A kézirat barlangra vonatkozó része Bekey Imre Gábor és Vigh Gyula publikációja alapján lett írva.

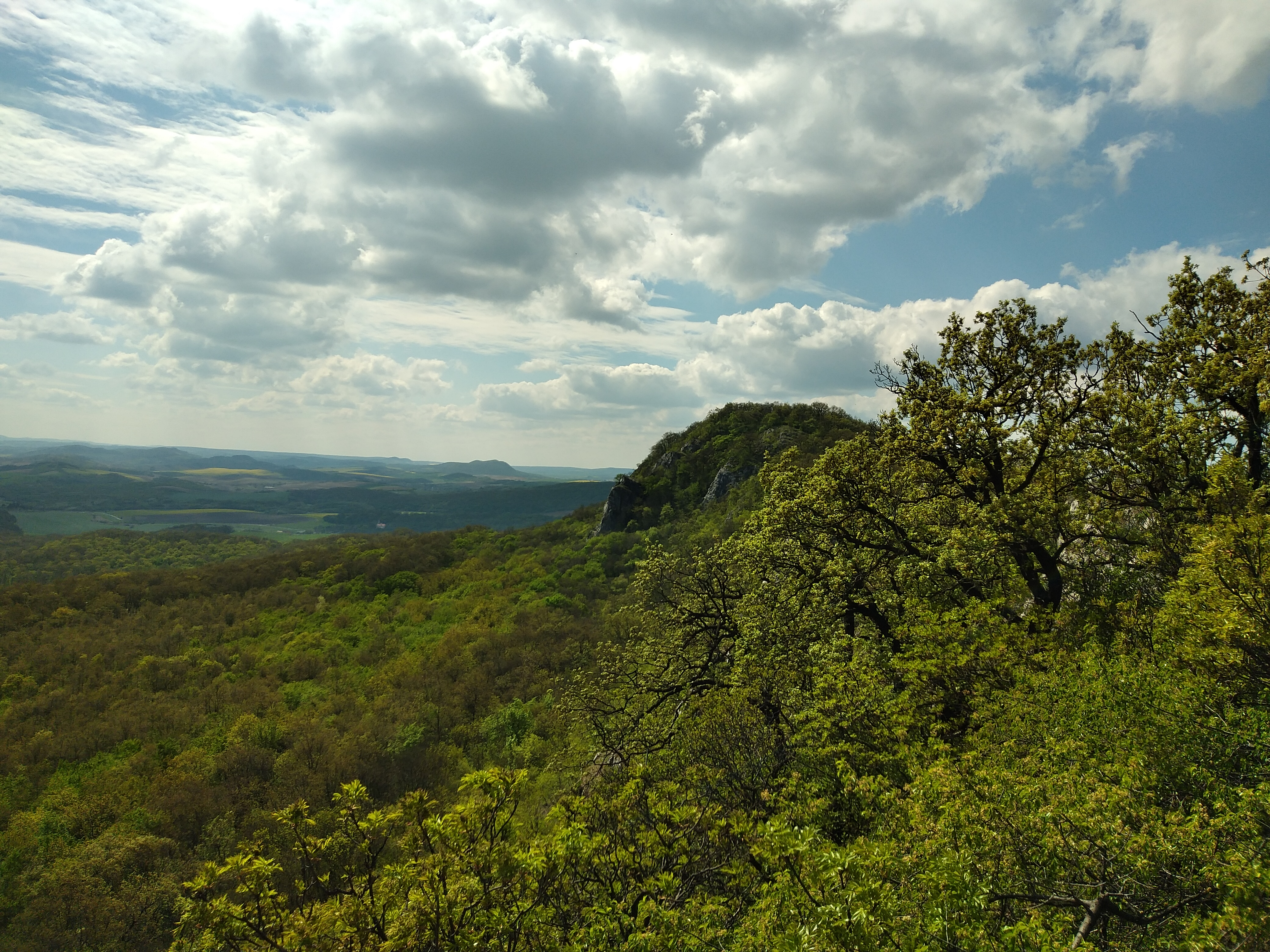
Öreg-kő, a Szalay-barlang környéke távolról

Az 1954. évi Földrajzi Értesítőben lévő, Leél-Őssy Sándor által írt értekezés szerint az Öreg-kő legjellegzetesebb és legérdekesebb formái a barlangjai. Az Öreg-kőn van a legtöbb barlang a Gerecse hegységben, amelyek szakmai szempontból nagyon értékesek és problematikusak. Az Öreg-kő összes barlangja a meredek és sziklás K-i oldalon, viszonylag közel egymáshoz és majdnem azonos szinten helyezkedik el. A Jankovich-barlang közelében van két kis barlang. Ezek közül egyik a Bajóti II.sz. barlang, régi nevén Szalay Ákos kőfülke. A Jankovich-barlangtól É-ra kb. 5 m-re és kb. 6–7 m-rel magasabban helyezkedik el. A barlang kb. 5 m hosszú és 1–1,5 m magas. Sok benne a gömbfülke. Emiatt, valamint a Jankovich-barlanghoz hasonló helyzete miatt hévizes keletkezésű barlang. Az Öreg-kő K-i sziklás oldalában sok kis kőfülke található, amelyek közül csak egy kb. 2,5 m hosszú üreg, a Bajóti kőfülke nevezhető kis barlangnak. A tanulmányba bekerült a bajóti Öreg-kő és környékének helyszínrajza (terv.: Leél-Őssy Sándor, rajzolta: Németh L.). A rajzon jelölve van, hogy hol helyezkedik el a Bajóti II.sz. barlang.
Az 1956. évi Földrajzi Értesítőben publikálva lett, hogy a bajóti Öreg-kőben van viszonylag a legtöbb barlang a Központi-Gerecsében. Az Öreg-kőről kisebb-nagyobb aknabarlangok és forrásbarlangok egész sorát írták le a barlangkutatók. Legrészletesebben és legkorszerűbben Leél-Őssy Sándor tanulmányozta a barlangokat, aki szerint az Öreg-kő barlangjai és a két aknabarlang hévizes eredetű, amit a barit és több hidrotermális ásvány, valamint a sok gömbfülke bizonyít. A tanulmányban látható egy metszetrajz, amely az Öreg-kőt és környékét mutatja be. A rajzon jelölve van, hogy hol helyezkedik el a Bajóti II. sz. barlang (Szalay Á. kőfülke). A metszet szerint a legalacsonyabban lévő barlang az Öreg-kőn.
Az 1959-ben kiadott Gerecse útikalauzban szó van arról, hogy a Jankovich-barlangtól É-ra néhány lépésre található a Szalay Ákosról elnevezett kőfülke. A szűk bejáratú kőfülke 6 m hosszú és embermagas. A kiadványban látható az 1956. évi Földrajzi Értesítőben publikált metszetrajz, amelyen az Öreg-kő és környéke van ábrázolva vázlatosan. A vázlatrajzon látható a Szalay-barlang földrajzi elhelyezkedése. A bajóti Öreg-kő felső triász mészkörögének viszonylagos kicsisége mellett formakincsével, ősrégészeti leleteivel és barlangjaival a Gerecse hegység talán legérdekesebb és legértékesebb helye. Akiket részletesen érdekel az Öreg-kő, azok megtalálhatják a hegy Leél-Őssy Sándor által írt részletes leírását a Földrajzi Értesítő 1954. márciusi számában.
Az Öreg-kő a nagyméretű két barlangjával (Jankovich-barlang, Baits-barlang), kőfülkéjével (Szalay-barlang), két aknabarlangjával (Öreg-kői 1. sz. zsomboly, Öreg-kői 2. sz. zsomboly) és a hegy É-i végén elhelyezkedő Öregkő-forrással a Gerecse hegység egyik legismertebb és legnevezetesebb túracélpontja. Az Öreg-kő csúcsa alatt K-re található a Jankovich-barlang, a Baits-barlang és a Szalay-barlang. A barlangok előtt található magas, pados sziklafal tetejéről K-re félkörben nagyon szép kilátás van a Dunától kezdve a Gete és a keleti dombvidék erdős magaslataira, illetve a Kő-hegyre. Az Öreg-kő hatalmas szirtjei, gyönyörű kilátása és messze földön híres barlangjai a turisták érdeklődésére méltán számíthatnak.

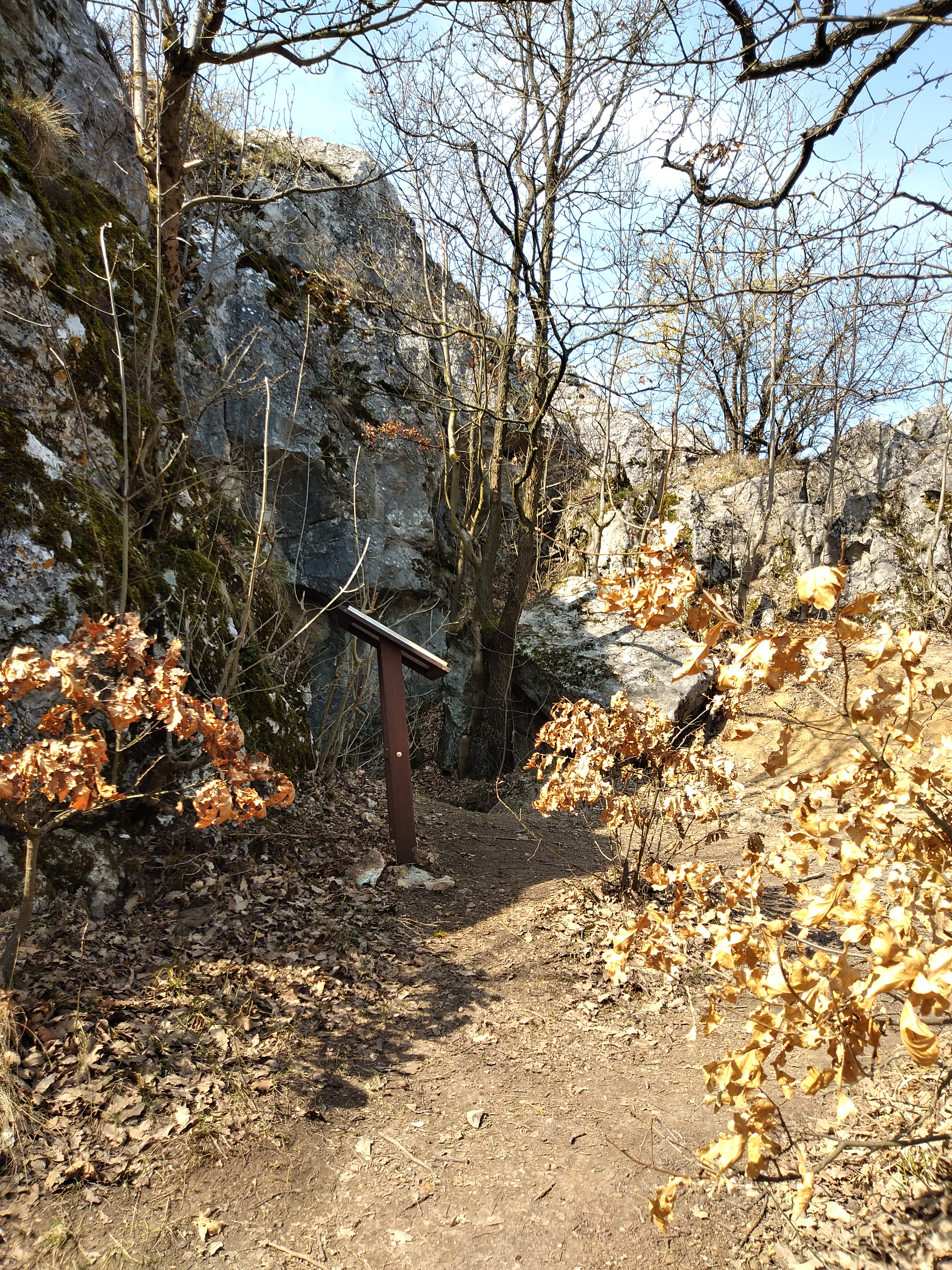
A Szalay-barlang előtere 2021-ben

Az 1962-ben kiadott, A barlangok világa című könyv szerint a bajóti Szalay-kőfülke a Jankovich-barlangtól É-ra néhány m-re, 6 m-rel magasabban helyezkedik el. A kb. 6 m hosszú kőfülkének több, hévízeredetű gömbfülkéje van. Vértes László 1965-ben megjelent könyvében közölve van, hogy a Szalai barlang a Jankovich-barlang közelében található, a leltárkönyvi bejegyzés alapján a Baits-barlangtól Ny-ra 50 m-re, és 15 m-rel magasabban van. E helymeghatározás szerint az üreg azonos a Hillebrand Jenő által is kutatott és meddőnek talált barlanggal. 1932-ben Csalog J. innen nyolc durva, a Szeleta-kultúrára valló nagyságú és anyagú, atipikus szilánkot gyűjtött. A Fényes Elek Barlangkutató Csoport 1968-ban felmérte a Szalay Ákos-köfülke nevű, bajóti barlangot.

### 1976-tól
Az 1976-ban befejezett, Magyarország barlangleltára című kézirat 60-as számú cédulája szerint a Gerecse hegységben, Bajóton lévő Öregkői-barlang az Öreg-kő csúcsától ÉNy-ra kb. 300 m-re, kb. 340 m tszf. magasságban található. A Gerecse és Gete (Kirándulók térképe. 11. sz. Budapest, 1936.) alapján lett a barlang felvéve a leltárba. A 6-os számú cédula szerint a Gerecse hegységben, Bajóton lévő Bajóti kőfülke további nevei Bajóti II.sz.barlang, Öregkőfülke és Szalay Ákos fülke. Az Öreg-kő K-i sziklás oldalában, a Jankovich-barlangtól É-ra pár lépésre van a bejárata. A 2,5 m hosszú barlang hidrotermális keletkezésű gömbfülke maradványa. Közelében több kisebb gömbfülke helyezkedik el. A cédula 4 irodalmi mű alapján lett írva.
A 61-es számú cédula szerint a Gerecse hegységben, Bajóton lévő Öregkői sziklaüreg további nevei Egyes barlang és Kőfejtő üreg. A Jankovich-barlangtól É-ra kb. 50 m-re található. Két bejárata van, amelyek közül a felső fekvő 1-es számra hasonlít. A 15 m hosszú barlang kőfejtéssel feltárt gömbfülke sorozat. Az új turistatérképek tévesen Baits barlangnak nevezik. A cédula a Budapesti Egyetemi Turista Egyesület barlangnaplója és Lendvay Ákos közlése alapján lett írva. Az 1976-ban napvilágot látott, Bertalan Károly és Schőnviszky László által összeállított Magyar barlangtani bibliográfia barlangnévmutatójában meg van említve a Gerecse hegységben, az Öreg-kőn lévő barlang Bajóti-Szalay-barlang néven Szalay Ákos-kőfülke névváltozattal. A barlangnévmutatóban fel van sorolva 3 irodalmi mű, amelyek foglalkoznak a barlanggal.
Az 1979-ben napvilágot látott, Komárom megye régészeti topográfiája című könyvben szó van arról, hogy a Bajóton lévő Jankovich-barlang, Baits-barlang és Szalai-barlang a 2/16. sz. lelőhely (barlang, paleolitikum, rézkor, középkor). A Jankovich-barlanghoz közel, a Baits-barlangtól Ny-ra 50 m-re található a Szalay-barlang. Hillebrand Jenő meddőnek találta a Szalay-barlangot, de Csalog József 1932-ben 8 szilánkot gyűjtött benne, amelyek durva, szeleta-kultúrára utaló anyagúak és nagyságúak (MNM RP 22/932). A kiadványban van egy Bajót térkép, amelyen megfigyelhető a Szalay-barlang földrajzi elhelyezkedése. A térképen 16-os számmal van jelölve a lelőhely.
Az 1984-ben kiadott, Magyarország barlangjai című könyv országos barlanglistájában a Gerecse hegység barlangjai között szerepel egy barlang Bajóti-kőfülke néven Bajóti II. sz. barlang, Öregkőfülke és Szalay Ákos-fülke névváltozatokkal. A listában van a Gerecse hegység barlangjai között egy Öreg-kői-barlang nevű barlang. A felsorolásban látható a Gerecse hegység barlangjai között egy Öreg-kői-sziklaüreg nevű barlang, amelynek Egyes-barlang és Kőfejtő üreg a névváltozatai. A listához kapcsolódóan látható a Dunazug-hegység barlangjainak földrajzi elhelyezkedését bemutató 1:500 000-es méretarányú térképen a Bajóti-kőfülke, az Öreg-kői-barlang és az Öreg-kői-sziklaüreg földrajzi elhelyezkedése.

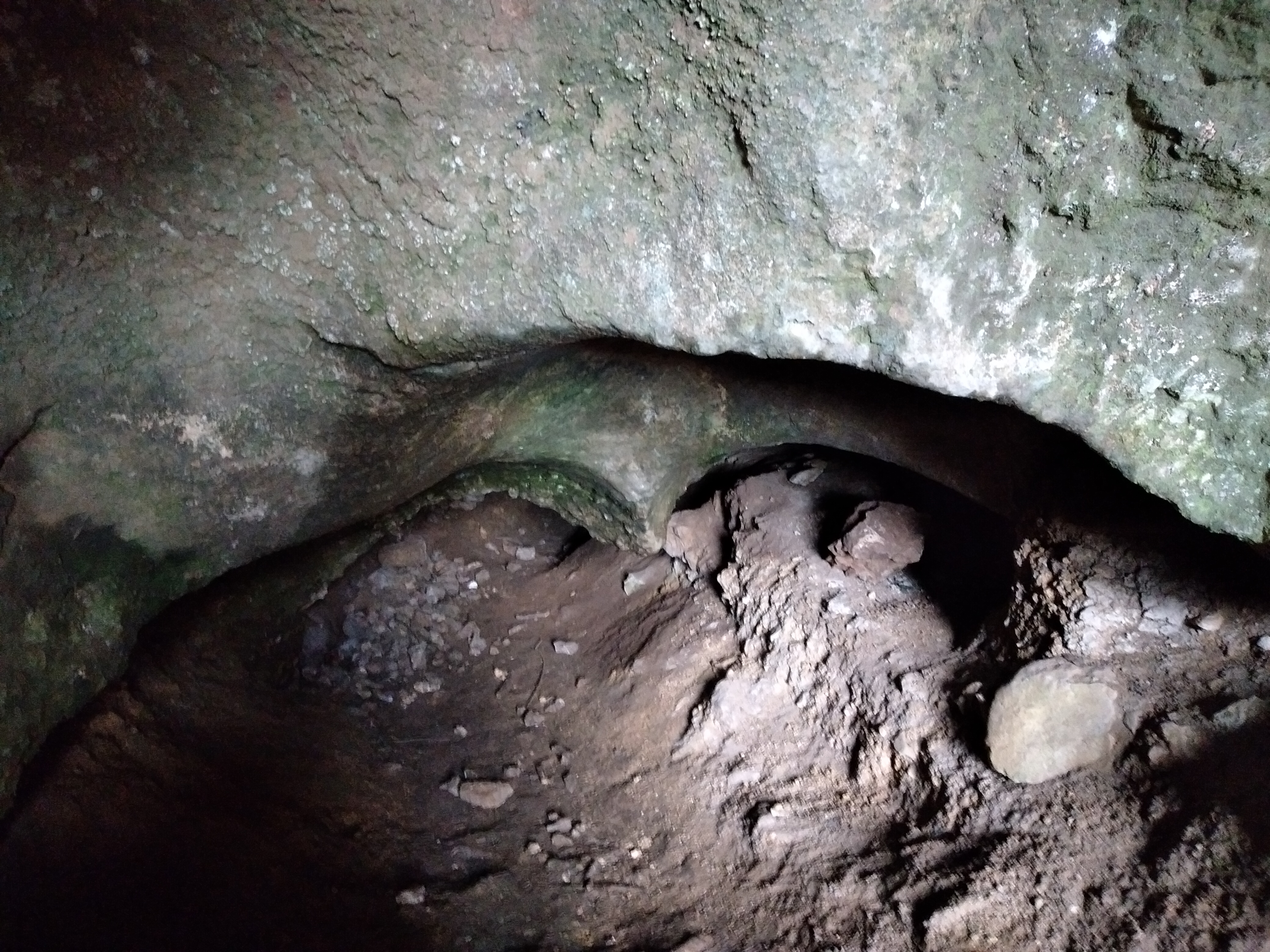
A Szalay-barlang egyik része 2021-ben

Az 1994. évi Limesben közölt, Székely Kinga által írt dolgozatban az van írva, hogy a 4661/4 barlangkataszteri számú Szalay-barlang további nevei Bajóti-kőfülke, Bajóti II.sz. barlang, Bajóti Szalay-barlang, Egyes-barlang, Kőfejtő-üreg, Öregkő fülke, Öregkői-barlang, Öregkői-üreg, Öregkői-sziklaüreg és Szalay Ákos-kőfülke. Bertalan Károly barlangleltárában a 60-as és 61-es számú cédulákon szerepel az üreg. A Barlangtani Intézetben a barlangnak nincs kataszteri törzslapja, de térképe, fényképe, kutatási törzslapja és irodalmi törzslapja van.
Az 1994. évi Limesben megjelent, Kordos László által írt tanulmány szerint a barlang bontásakor Juhász Márton 3 réteget különböztetett meg a Belső-teremben, amelynek másik neve Ellipszisek-terme. 1. réteg: Salientia div. sp. indet. (19 db), Ophidia indet. (21 db), Lacerta sp. (2 db), Ochotona sp. (1 db), Lepus sp. (1 db), Sicista sp. (2 db), Myodes glareolus (1 M1), Microtus arvalis (3 M1) és Microtus gregalis (4 M1). 2. réteg: Salientia indet. (3 db), Ophidia indet. (51 db), Lacerta sp. (1 db), Aves indet. (2 db), Ochotona sp. (2 db), Gliridae indet. (2 db), Allocricetus sp. (1 db), Myodes glareolus (1 db) és Microtus arvalis (7 M1). 3. réteg: Artiodactyla indet. Az 1. és 2. réteg kis faunája a felső pleisztocén korai szakaszának feleltethető meg. Továbbra is kérdéses, hogy az új lelőhely a felső pleisztocén melyik szakaszának faunáját tartalmazza.
Az 1994. évi Limesben lévő, Denevérmegfigyelések a Gerecse-hegység barlangjaiban című áttekintésben az olvasható, hogy a barlangban 1986 és 1994 között végzett 9 téli és 8 nyári denevér-ellenőrzésből 7 téli és 1 nyári volt pozitív. A téli időszakokban közönséges denevérek 1–3 egyede és kis patkósdenevérek 2–2 egyede lett itt észlelve rendszeresen. Az egyetlen, 1991. július 13-án megfigyelt nyári példány faja nem volt meghatározva. Fentiek és a rendszeresen fellelhető ürüléknyomok alapján a barlang téli állandó denevérszálláshely és nyári alkalmi denevérszálláshely.

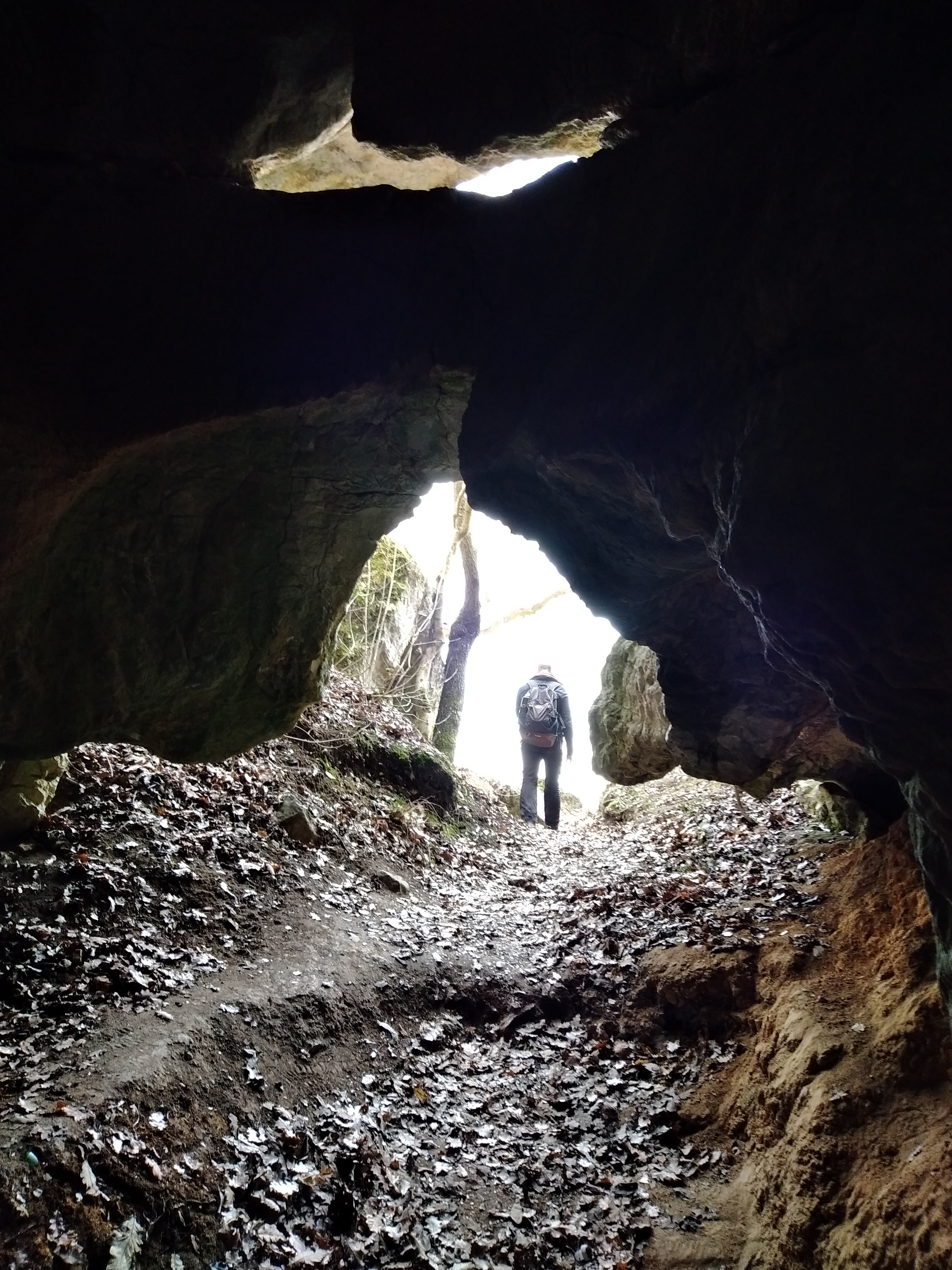
A Szalay-barlang bejárata belülről kifelé fényképezve (2021)

Az 1994. évi Limesben napvilágot látott, Visszapillantás a tatabányai barlangkutatás elmúlt 25 évére című összefoglalás szerint 1987-ben a bajóti Szalay-barlangban Juhász Márton önálló szervezésével folytak feltáró munkák, melyeknek az üregkitöltés vizsgálata volt a céljuk. A Budapesti Denevérvédelmi Csoport a barlangbejárat előterében 1997. július 27-én hálózással 2 közönséges denevért, 1 hegyesorrú denevért és 2 közönséges késeidenevért fogott be. T. Dobosi Viola 1997-ben kiadott tanulmánya beszámol arról, hogy a Szalay Ákos barlang az Öreg-kő nagy és kissé mesterségesen átalakított leszakadásának Baits-barlang utáni barlangja.
A Baits-barlangtól Ny-ra 50 m-re és 15 m-rel magasabban helyezkedik el a Szalay-barlang bejárata. Már Hillebrand Jenőnek is felkeltette érdeklődését, de nem járt sikerrel a barlangban végzett ásatás. 8 atipikus szilánkot talált benne Csalogovits József, amelyek pontos előkerülési helye nem ismert. Nem tudni, hogy rétegből, hányóból, vagy felszínről gyűjtötte. Vértes László könyvében az olvasható, hogy ezek a Szeleta-kultúrára valló nagyságú ás anyagú szilánkok. Mivel a legújabb kutatás szerint a dunántúli Szeleta-kultúrát el kell vetni, ezek a szilánkok bővíthették volna a Jankovichien kultúra nem túl nagy számú leletanyagát. A leletek megtisztítása után a kova, radiolarit és kvarcit nyersanyagú töredékeken nem talált T. Dobosi Viola megmunkálást, atipikus chopperszerű retus csak egyetlen kvarcitszilánkon látható.
Mivel nem ismertek az előkerülés pontos körülményei (ezek a töredékek is minősülhetnek manuportnak kedvező feltételekkel), csak feltételesen lehet a régészeti leletek közé sorolni ezeket a tárgyakat. Ltsz: 22/1932. A tanulmányban van egy táblázat, amelyben az látható, hogy a barlang Bajóton helyezkedik el. A barlangi lelőhelyről ásatással kerültek elő leletek, amelyek kora bizonytalan. Az őskőkori lelőhely helye jelölve van Komárom-Esztergom megye térképén. A 2003. évi Karsztfejlődésben az olvasható, hogy valószínűleg a víz a középső pliocénben nem a mésztufa alatti exhumált karsztrögből fakadt, hanem az Öreg-kő karsztrögéből a csúcsrégióban, É–D irányú törések mentén, és akkor még fedett helyzetben lévő barlangokból, például a Szalai-barlangból.
2003-ban a Duna–Ipoly Nemzeti Park Igazgatóság megbízásából az Ariadne Karszt- és Barlangkutató Egyesület két tagja, Kovács Ádám és Kovács Jenő felmérték a barlangot az Országos Barlangnyilvántartás számára, majd a felmérés alapján megszerkesztette Kovács Richárd a barlang alaprajz térképét és 4 keresztmetszet térképét. A felmérés szerint a barlang 40 m hosszú, 3,5 m mély és 4,2 m magas.
Juhász Márton 2007. évi tanulmányában részletesen ismertetve van. A publikációban az van írva, hogy a Bajóton lévő Szalay-barlang egyéb elnevezései Bajóti-kőfülke, Bajóti II.sz. barlang, Bajóti Szalay-barlang, Egyes-barlang, Kőfejtő-üreg, Öregkő-fülke, Öregkői-barlang, Öregkői-üreg, Öregkői-sziklaüreg és Szalay Ákos-kőfülke. Közhiteles barlangnyilvántartási száma 4661-4, UTM-kódja CT18C3. A barlang 40 m hosszú, 7,7 m függőleges kiterjedésű, 4,2 m magas és 3,5 m mély. Kitöltéséből az 1930-as években későpaleolit régészeti leletek lettek gyűjtve. A barlangban a Gerecse Barlangkutató és Természetvédő Egyesület 1986 és 2006 között 20 téli, 2 tavaszi, 20 nyári és 1 őszi (összesen 43) denevér-megfigyelést végzett, amelyek közül 16 téli, 1 tavaszi és 3 nyári (összesen 20) volt eredményes. Ezek során 3 denevérfaj: kis patkósdenevér, közönséges denevér és horgasszőrű denevér jelenlétét állapították meg a csoporttagok.
| Dátum               | Rhin. hip. | Myo. nat. | Myo. myo. | Indet sp. |
| ------------------- | ---------- | --------- | --------- | --------- |
| 1986. január 19.    | –          | –         | 1         | 1         |
| 1988. december 26.  | 2          | –         | –         | –         |
| 1989. január 15.    | 2          | –         | –         | –         |
| 1990. február 17.   | 2          | –         | 3         | –         |
| 1991. február 23.   | 2          | –         | –         | –         |
| 1991. július 13.    | –          | –         | –         | 1         |
| 1992. március 1.    | –          | –         | 3         | –         |
| 1994. január 29.    | –          | –         | 2         | –         |
| 1995. január 30.    | –          | –         | 2         | –         |
| 1997. január 19.    | 2          | –         | –         | –         |
| 1998. január 24.    | –          | –         | 1         | –         |
| 1998. július 27.    | –          | –         | 3         | –         |
| 1999. február 21.   | 1          | –         | 3         | –         |
| 2001. február 10.   | 2          | –         | 1         | –         |
| 2003. január 26.    | 2          | 1         | 2         | –         |
| 2004. január 24.    | 2          | –         | –         | –         |
| 2004. augusztus 21. | 1          | –         | –         | –         |
| 2005. február 20.   | –          | –         | 1         | –         |
| 2005. december 22.  | 2          | –         | 1         | –         |
| 2006. február 12.   | 1          | –         | 1         | –         |

Az észlelési adatok és a néha fellelhető friss ürülék alapján a barlang kis faj- és egyedszámú állandó téli és alkalmi nyári denevér-szálláshelynek tekinthető. Sokan látogatják és ez (leginkább a téli időszakban) jelentősen zavarja az itt élő denevéreket. Jó lenne egy ismertető (figyelemfelhívó, tiltó) tábla elhelyezése. A barlangban végzett denevér-megfigyelésekkel kapcsolatos irodalom Juhász Márton 16 kéziratából és 1 publikációjából áll.
2013. augusztus 12-től a belügyminiszter 43/2013. (VIII. 9.) BM rendelete szerint a Komárom-Esztergom megyei, bajóti, 4661-4 barlangkataszteri számú és 1971 lelőhely-azonosítójú Szalay-barlang régészeti szempontból jelentős barlangnak minősül. Polacsek Zsolt, Ba Julianna és Szabó Zoltán 2017. évi kutatási zárójelentése szerint Polacsek Zsolt azért találta kutatásra érdemesnek a Baits-barlangot, mert az üregcsoport 3 jelentős barlangból (Szalay-barlang, Jankovich-barlang és Baits-barlang) áll és a barlangok formakincse azonos. Csak annyi a különbség, hogy a barlangok bejáratai nem azonos magasságban nyílnak. Mindhárom barlang a környezetéből valószínűleg a plio-pleisztocén korszakban kiemelkedő Öreg-kő meredek K-i oldalában, a hegyet átszelő tektonikus törés mentén nyílik.
A barlangokat tanulmányozva arra gondoltak, hogy a hegyben egy egységes barlangrendszer keletkezhetett. A barlangcsoport legfelső barlangja a hegytető közelében lévő és kb. 30 m hosszú Szalay-barlang, amelyben nagyon látványos gömbüstök vannak. Kutatása érdekes lehet, de figyelembe kell venni a barlang kitöltését, amelyből az 1980-as években történt őslénytani ásatáskor jelentős leletanyag látott napvilágot. A barlang denevérállománya szegényes, de állandónak tűnik.

## Denevér-megfigyelések
| \| Dátum \| Rhin. hip. \| Rhin. fer. \| Rhin. eur. \| Myo. nat. \| Myo. myo. \| Myo. bech. \| Myo. dau. \| Myo. bly. \| Ept. ser. \| Bar. bar. \| Indet sp. \| \| -------------------- \| ---------- \| ---------- \| ---------- \| --------- \| --------- \| ---------- \| --------- \| --------- \| --------- \| --------- \| --------- \| \| 1986. január 19. \| – \| – \| – \| – \| 1 \| – \| – \| – \| – \| – \| 1 \| \| 1988. december 26. \| 2 \| – \| – \| – \| – \| – \| – \| – \| – \| – \| – \| \| 1989. január 15. \| 2 \| – \| – \| – \| – \| – \| – \| – \| – \| – \| – \| \| 1989. augusztus 12. \| – \| – \| – \| – \| – \| – \| – \| – \| – \| – \| – \| \| 1990. február 17. \| 2 \| – \| – \| – \| 3 \| – \| – \| – \| – \| – \| – \| \| 1990. június 28. \| – \| – \| – \| – \| – \| – \| – \| – \| – \| – \| – \| \| 1991. február 23. \| 2 \| – \| – \| – \| – \| – \| – \| – \| – \| – \| – \| \| 1991. július 13. \| – \| – \| – \| – \| – \| – \| – \| – \| – \| – \| 1 \| \| 1992. március 1. \| – \| – \| – \| – \| 3 \| – \| – \| – \| – \| – \| – \| \| 1994. január 29. \| – \| – \| – \| – \| 2 \| – \| – \| – \| – \| – \| – \| \| 1994. július 23. \| – \| – \| – \| – \| – \| – \| – \| – \| – \| – \| – \| \| 1995. január 30. \| – \| – \| – \| – \| 2 \| – \| – \| – \| – \| – \| – \| \| 1997. január 19. \| 2 \| – \| – \| – \| – \| – \| – \| – \| – \| – \| – \| \| 1997. július 26. \| – \| – \| – \| – \| – \| – \| – \| – \| – \| – \| – \| \| 1998. január 24. \| – \| – \| – \| – \| 1 \| – \| – \| – \| – \| – \| – \| \| 1998. július 27. \| – \| – \| – \| – \| 3 \| – \| – \| – \| – \| – \| – \| \| 1999. február 21. \| 1 \| – \| – \| – \| 3 \| – \| – \| – \| – \| – \| – \| \| 2001. február 10. \| 2 \| – \| – \| – \| 1 \| – \| – \| – \| – \| – \| – \| \| 2001. május 13. \| – \| – \| – \| – \| – \| – \| – \| – \| – \| – \| – \| \| 2002. február 17. \| – \| – \| – \| – \| – \| – \| – \| – \| – \| – \| – \| \| 2002. augusztus 15. \| – \| – \| – \| – \| – \| – \| – \| – \| – \| – \| – \| \| 2003. január 26. \| 2 \| – \| – \| 1 \| 2 \| – \| – \| – \| – \| – \| – \| \| 2003. június 21. \| – \| – \| – \| – \| – \| – \| – \| – \| – \| – \| – \| \| 2004. január 24. \| 2 \| – \| – \| – \| – \| – \| – \| – \| – \| – \| – \| \| 2004. augusztus 21. \| 1 \| – \| – \| – \| – \| – \| – \| – \| – \| – \| – \| \| 2005. február 20. \| – \| – \| – \| – \| 1 \| – \| – \| – \| – \| – \| – \| \| 2005. december 22. \| 2 \| – \| – \| – \| 1 \| – \| – \| – \| – \| – \| – \| \| 2006. február 12. \| 1 \| – \| – \| – \| 1 \| – \| – \| – \| – \| – \| – \| \| 2006. július 29. \| – \| – \| – \| – \| – \| – \| – \| – \| – \| – \| – \| \| 2009. január 30. \| 2 \| – \| – \| – \| 1 \| 1 \| – \| – \| – \| – \| – \| \| 2009. június 23. \| – \| – \| – \| – \| – \| – \| – \| – \| – \| – \| – \| \| 2010. február 17. \| 4 \| – \| – \| – \| 2 \| – \| – \| – \| – \| – \| – \| \| 2010. július 1. \| – \| – \| – \| – \| – \| – \| – \| – \| – \| – \| – \| \| 2011. május 3. \| – \| – \| – \| – \| – \| – \| – \| – \| – \| – \| – \| \| 2011. december 28. \| 1 \| – \| – \| – \| 1 \| – \| – \| – \| 1 \| 1 \| – \| \| 2012. február 26. \| – \| – \| – \| – \| – \| – \| – \| – \| – \| – \| – \| \| 2012. május 31. \| – \| – \| – \| – \| – \| – \| – \| – \| – \| – \| – \| \| 2012. június 29. \| – \| – \| – \| – \| – \| – \| – \| – \| – \| – \| – \| \| 2012. december 28. \| 1 \| 2 \| – \| – \| – \| – \| – \| – \| – \| – \| – \| \| 2013. március 28. \| – \| – \| – \| – \| – \| – \| – \| – \| – \| – \| – \| \| 2013. június 15. \| – \| – \| – \| – \| – \| – \| 1 \| – \| – \| – \| – \| \| 2013. július 2. \| – \| – \| – \| – \| – \| – \| – \| – \| – \| – \| – \| \| 2013. szeptember 27. \| 2 \| 2 \| – \| – \| – \| – \| – \| – \| – \| – \| – \| \| 2013. december 15. \| 1 \| 1 \| – \| – \| 1 \| – \| – \| – \| – \| – \| – \| \| 2013. december 29. \| 1 \| – \| – \| – \| 2 \| – \| – \| – \| – \| – \| – \| \| 2014. február 1. \| 3 \| 1 \| – \| – \| 2 \| – \| – \| – \| – \| – \| 2 \| \| 2014. március 1. \| 2 \| 2 \| – \| – \| 1 \| – \| – \| – \| – \| – \| – \| \| 2014. március 31. \| – \| – \| – \| – \| 1 \| – \| – \| – \| – \| – \| – \| \| 2014. április 28. \| – \| – \| – \| – \| – \| – \| – \| – \| – \| – \| – \| \| 2014. május 23. \| – \| – \| – \| – \| – \| – \| – \| – \| – \| – \| – \| \| 2014. június 27. \| 1 \| – \| – \| – \| – \| – \| – \| – \| – \| – \| – \| \| 2014. július 30. \| – \| – \| – \| – \| – \| – \| – \| – \| – \| – \| – \| \| 2014. szeptember 28. \| 3 \| 1 \| 3 \| – \| – \| – \| – \| – \| – \| – \| – \| \| 2014. október 31. \| 1 \| 1 \| – \| – \| 2 \| – \| – \| – \| – \| – \| – \| \| 2014. november 29. \| 1 \| 1 \| – \| – \| 3 \| – \| – \| – \| – \| – \| – \| \| 2014. december 30. \| 1 \| 1 \| – \| – \| 1 \| – \| – \| 4 \| – \| – \| – \| |            |            |            |           |           |            |           |           |           |           |           |
| Dátum | Rhin. hip. | Rhin. fer. | Rhin. eur. | Myo. nat. | Myo. myo. | Myo. bech. | Myo. dau. | Myo. bly. | Ept. ser. | Bar. bar. | Indet sp. |
| 1986. január 19. | –          | –          | –          | –         | 1         | –          | –         | –         | –         | –         | 1         |
| 1988. december 26. | 2          | –          | –          | –         | –         | –          | –         | –         | –         | –         | –         |
| 1989. január 15. | 2          | –          | –          | –         | –         | –          | –         | –         | –         | –         | –         |
| 1989. augusztus 12. | –          | –          | –          | –         | –         | –          | –         | –         | –         | –         | –         |
| 1990. február 17. | 2          | –          | –          | –         | 3         | –          | –         | –         | –         | –         | –         |
| 1990. június 28. | –          | –          | –          | –         | –         | –          | –         | –         | –         | –         | –         |
| 1991. február 23. | 2          | –          | –          | –         | –         | –          | –         | –         | –         | –         | –         |
| 1991. július 13. | –          | –          | –          | –         | –         | –          | –         | –         | –         | –         | 1         |
| 1992. március 1. | –          | –          | –          | –         | 3         | –          | –         | –         | –         | –         | –         |
| 1994. január 29. | –          | –          | –          | –         | 2         | –          | –         | –         | –         | –         | –         |
| 1994. július 23. | –          | –          | –          | –         | –         | –          | –         | –         | –         | –         | –         |
| 1995. január 30. | –          | –          | –          | –         | 2         | –          | –         | –         | –         | –         | –         |
| 1997. január 19. | 2          | –          | –          | –         | –         | –          | –         | –         | –         | –         | –         |
| 1997. július 26. | –          | –          | –          | –         | –         | –          | –         | –         | –         | –         | –         |
| 1998. január 24. | –          | –          | –          | –         | 1         | –          | –         | –         | –         | –         | –         |
| 1998. július 27. | –          | –          | –          | –         | 3         | –          | –         | –         | –         | –         | –         |
| 1999. február 21. | 1          | –          | –          | –         | 3         | –          | –         | –         | –         | –         | –         |
| 2001. február 10. | 2          | –          | –          | –         | 1         | –          | –         | –         | –         | –         | –         |
| 2001. május 13. | –          | –          | –          | –         | –         | –          | –         | –         | –         | –         | –         |
| 2002. február 17. | –          | –          | –          | –         | –         | –          | –         | –         | –         | –         | –         |
| 2002. augusztus 15. | –          | –          | –          | –         | –         | –          | –         | –         | –         | –         | –         |
| 2003. január 26. | 2          | –          | –          | 1         | 2         | –          | –         | –         | –         | –         | –         |
| 2003. június 21. | –          | –          | –          | –         | –         | –          | –         | –         | –         | –         | –         |
| 2004. január 24. | 2          | –          | –          | –         | –         | –          | –         | –         | –         | –         | –         |
| 2004. augusztus 21. | 1          | –          | –          | –         | –         | –          | –         | –         | –         | –         | –         |
| 2005. február 20. | –          | –          | –          | –         | 1         | –          | –         | –         | –         | –         | –         |
| 2005. december 22. | 2          | –          | –          | –         | 1         | –          | –         | –         | –         | –         | –         |
| 2006. február 12. | 1          | –          | –          | –         | 1         | –          | –         | –         | –         | –         | –         |
| 2006. július 29. | –          | –          | –          | –         | –         | –          | –         | –         | –         | –         | –         |
| 2009. január 30. | 2          | –          | –          | –         | 1         | 1          | –         | –         | –         | –         | –         |
| 2009. június 23. | –          | –          | –          | –         | –         | –          | –         | –         | –         | –         | –         |
| 2010. február 17. | 4          | –          | –          | –         | 2         | –          | –         | –         | –         | –         | –         |
| 2010. július 1. | –          | –          | –          | –         | –         | –          | –         | –         | –         | –         | –         |
| 2011. május 3. | –          | –          | –          | –         | –         | –          | –         | –         | –         | –         | –         |
| 2011. december 28. | 1          | –          | –          | –         | 1         | –          | –         | –         | 1         | 1         | –         |
| 2012. február 26. | –          | –          | –          | –         | –         | –          | –         | –         | –         | –         | –         |
| 2012. május 31. | –          | –          | –          | –         | –         | –          | –         | –         | –         | –         | –         |
| 2012. június 29. | –          | –          | –          | –         | –         | –          | –         | –         | –         | –         | –         |
| 2012. december 28. | 1          | 2          | –          | –         | –         | –          | –         | –         | –         | –         | –         |
| 2013. március 28. | –          | –          | –          | –         | –         | –          | –         | –         | –         | –         | –         |
| 2013. június 15. | –          | –          | –          | –         | –         | –          | 1         | –         | –         | –         | –         |
| 2013. július 2. | –          | –          | –          | –         | –         | –          | –         | –         | –         | –         | –         |
| 2013. szeptember 27. | 2          | 2          | –          | –         | –         | –          | –         | –         | –         | –         | –         |
| 2013. december 15. | 1          | 1          | –          | –         | 1         | –          | –         | –         | –         | –         | –         |
| 2013. december 29. | 1          | –          | –          | –         | 2         | –          | –         | –         | –         | –         | –         |
| 2014. február 1. | 3          | 1          | –          | –         | 2         | –          | –         | –         | –         | –         | 2         |
| 2014. március 1. | 2          | 2          | –          | –         | 1         | –          | –         | –         | –         | –         | –         |
| 2014. március 31. | –          | –          | –          | –         | 1         | –          | –         | –         | –         | –         | –         |
| 2014. április 28. | –          | –          | –          | –         | –         | –          | –         | –         | –         | –         | –         |
| 2014. május 23. | –          | –          | –          | –         | –         | –          | –         | –         | –         | –         | –         |
| 2014. június 27. | 1          | –          | –          | –         | –         | –          | –         | –         | –         | –         | –         |
| 2014. július 30. | –          | –          | –          | –         | –         | –          | –         | –         | –         | –         | –         |
| 2014. szeptember 28. | 3          | 1          | 3          | –         | –         | –          | –         | –         | –         | –         | –         |
| 2014. október 31. | 1          | 1          | –          | –         | 2         | –          | –         | –         | –         | –         | –         |
| 2014. november 29. | 1          | 1          | –          | –         | 3         | –          | –         | –         | –         | –         | –         |
| 2014. december 30. | 1          | 1          | –          | –         | 1         | –          | –         | 4         | –         | –         | –         |

## További irodalom
- –: BETE Barlangnapló. Kézirat. 1. köt. 1931–1938, 2. köt. 1939–1942.
- –: Kirándulók térképe. 11. sz. Gerecse és Gete. Mérték 1:50.000. Tervezte és kiadja a Magyar Királyi Állami Térképészeti Intézet. Budapest, 1936.